# IX. Armee-Korps (Deutsches Kaiserreich)
Das IX. Armee-Korps war ein Großverband der preußischen Armee von 1866 bis 1919.

## Geschichte

Generalkommando in Altona (Palmaille 67–71)

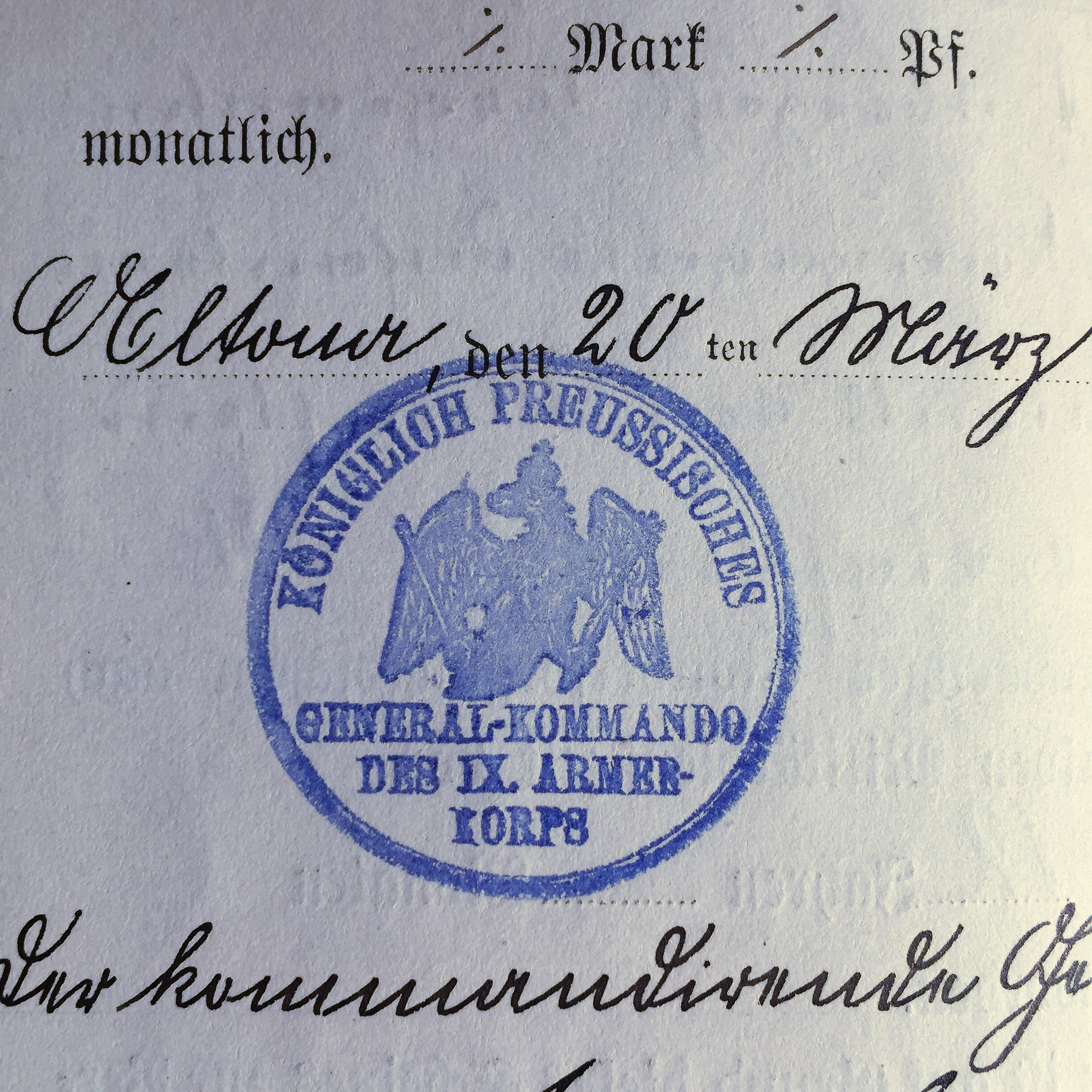
Dienstsiegel des Generalkommandos

Das Korps wurde am 11. Oktober 1866 aus dem bereits zuvor bestehenden Oberkommando in den Elbherzogtümern bzw. aus dem Gouvernement in Schleswig am 11. Oktober 1866 errichtet. Das Generalkommando befand sich zunächst in Schleswig und war ab 1871 an der Elbseite der Palmaille in Altona. Bis zum Ausbruch des Ersten Weltkriegs war es der III. Armee-Inspektion unterstellt. Bis zu diesem Zeitpunkt wurde es auch als „Nordarmee“ bezeichnet.

### Deutsch-Französischer Krieg

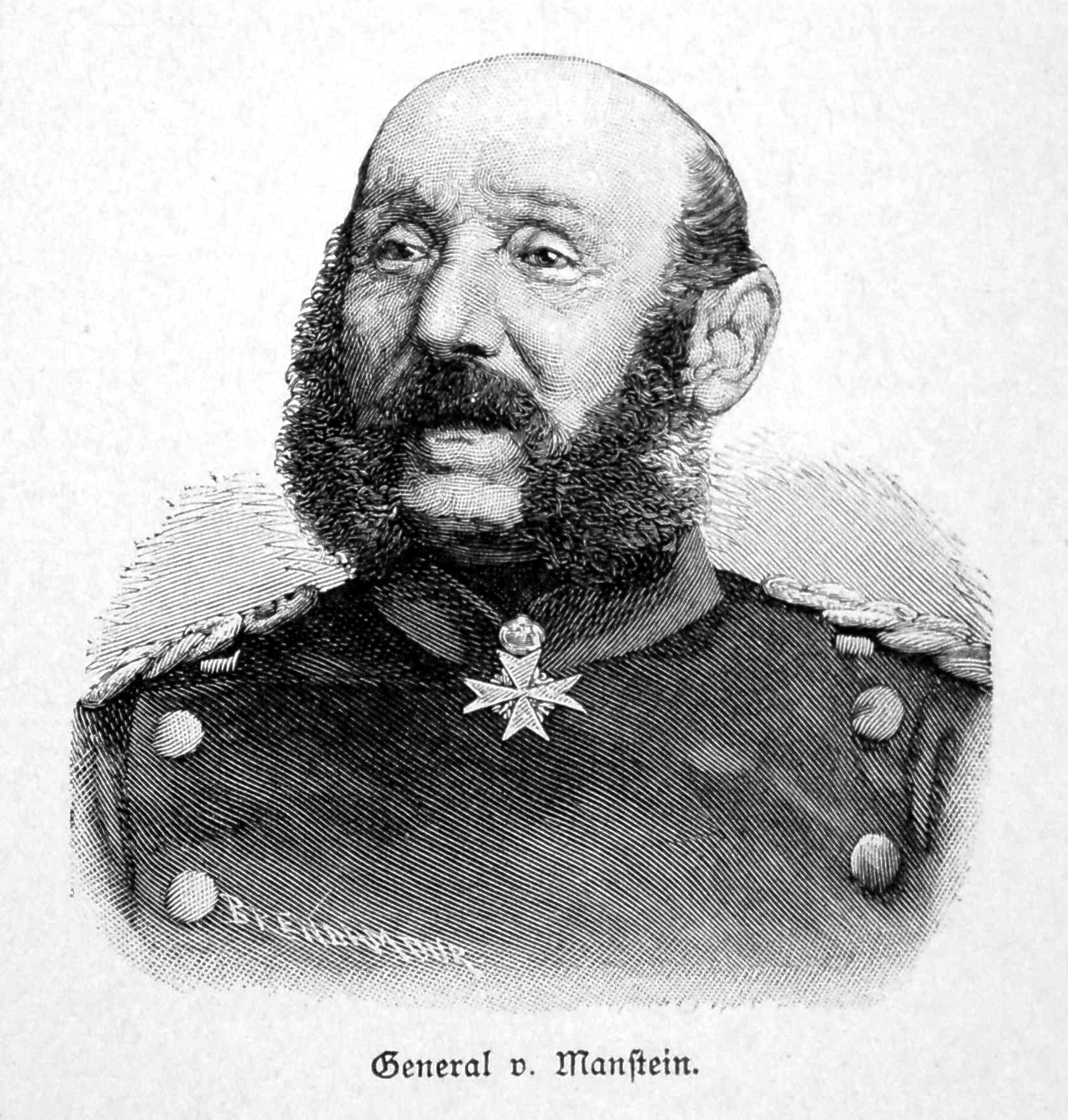
General Gustav von Manstein

Im Krieg gegen Frankreich stand das IX. Korps 1870/71 unter dem Kommandierenden General von Manstein, als Generalstabschef fungierte Major Bronsart von Schellendorf. Das Korps bildete zusammen mit dem sächsischen XII. Korps im Raum Mainz die sofort verfügbare Reserve. Die 17. Division war aus dem Korps herausgezogen worden und zum Küstenschutz im Raum Hamburg abkommandiert. Ihren Platz nahm für die Dauer des Krieges die Großherzoglich Hessische (25.) Division unter Prinz Ludwig von Hessen ein, die bis zum 25. Juli im Raum Worms aufmarschierte. Die 18. Division unter General von Wrangel marschierte bis zum 2. August bei Mainz auf. Nachdem sich der Kriegsverlauf in der ersten Woche erfolgreich gestaltete, wurde das IX. Korps für den Kriegseinsatz freigegeben und der im Raum Metz operierenden 2. Armee unter Prinz Friedrich Karl von Preußen als Verstärkung nachgeführt. Der preußische Generalstabschef von Moltke versuchte die französische Rheinarmee unter Marschall Bazaine dazu zu bringen, seine Truppen am östlichen Moselufer zu belassen, um sie mit der deutschen 3. Armee im Westen umfassen und abschneiden zu können.
Das IX. Korps griff am 14. August mit der 18. Division in die Schlussphase der Schlacht bei Colombey ein. Von Süden her war die deutsche 1. Kavallerie-Division unter General von Hartmann bereits zum Dorf Mercy le Haut vorgedrungen. Das dahinter folgende IX. Armee-Korps besetzte Peltre und drang gegen die rechte Flanke der französischen Stellung vor. Das französische Gardekorps räumte darauf das am Ostufer liegende Dorf Grigy und gab den Wald von Borny auf. Bazaine verwarf aber seinen ursprünglichen Plan, das rechte Mosel-Ufer vollständig aufzugeben und ließ sich dort – gestützt auf die Festung Metz – durch Truppen der deutschen 1. Armee binden.
Die 2. Armee überschritt am 15. August im Süden von Metz die Mosel auf breiter Front und begann die Operation. Bazaine sollte im Osten gebunden, durch eine großräumig angelegte Umfassung der deutschen 2. und 3. Armee von seinen rückwärtigen Verbindungen abgeschnitten werden. Das vorausgegangene III. Korps erreichte nachts bei Corny die Mosel und überschritt den Fluss bei Pagny. Das IX. Korps blieb dahinter bei Verny stehen, das X. Korps ging bereits als Vorhut bei Pont-à-Mousson nach Westen vor. Das deutsche Gardekorps ging südlicher bei Dieulouard und das IV. Korps oberhalb bei Custine über den Fluss.

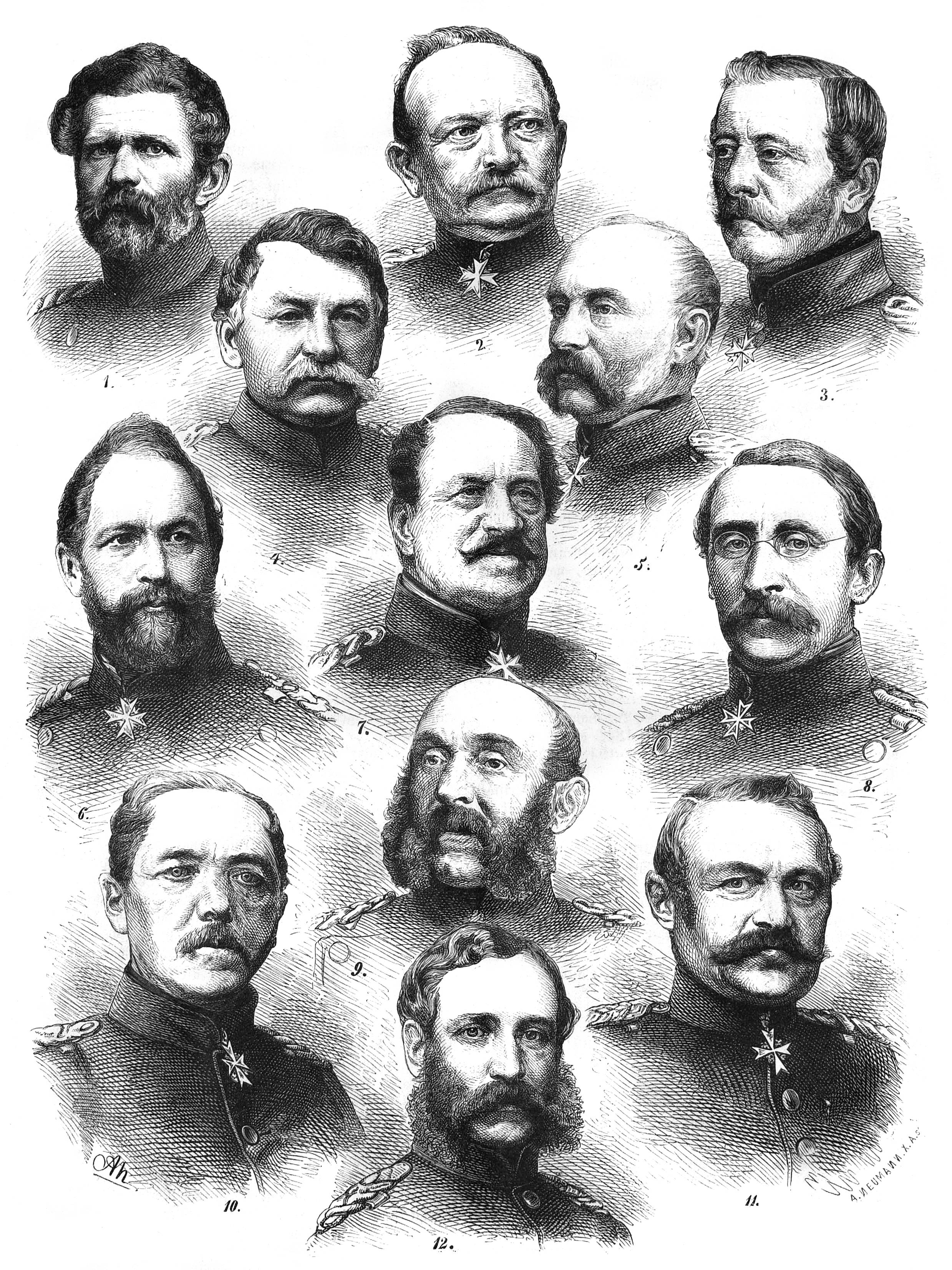
Die Kommandierenden Generale der deutschen Armeekorps im Krieg von 1870/71: I. Edwin Freiherr v. Manteuffel. – II. Eduard Friedrich v. Fransecky. – III. Constantin v. Alvensleben. IV. Gustav v. Alvensleben. – V. Hugo Ewald v. Kirchbach. – VI. Wilhelm v. Tümpling. – VII: Heinrich Adolph v. Zastrow. – VIII. August v. Goeben. – IX. Gustav v. Manstein. – X. Constantin Bernhard v. Voigts-Rhetz. – XI. Julius v. Bose. – XII. Kronprinz Albert von Sachsen

Die Truppen der deutschen 3. Armee, die den äußersten Umfassungsarm bildete, war am 16. August noch weit zurück. Das IX. Korps sollte an diesem Tag bis Sillegny an der Seille vorrücken und dann dem vorgehenden III. Korps nach Gorze folgen. Am 16. August griff die 25. Division noch am Abend in die Schlacht von Vionville ein, an der Ostseite des Waldes von Ognon trafen die Hessen auf die Stellungen französische Gardejäger. Am 18. August schob sich das IX. Korps auf Flavigny vor und geriet bei Verneville in den Kampf. Im Zentrum der sich jetzt entwickelnden Schlacht von Gravelotte stehend, eröffnete das IX. Korps den Angriff im Zentrum. Kurz vor Mittag ging die 18. Division von Caulre kommend auf Verneville vor und besetzte es kampflos. Die Artillerie ging in Stellung und duellierte sich mit der in guter Stellung stehenden französischen Artillerie. Sodann entwickelten sich heftige Gefechte um die Gehöfte Champenois, L’Envie und la Folie. Lediglich die beiden erstgenannten konnten von den preußischen Truppen gegen 17 Uhr genommen werden, La Folie blieb in französischer Hand. Die Artillerie des Korps und vor allem die 36. Infanteriebrigade unter Generalmajor von Below hatten dabei schwere Verluste. Nördlich von Arnoux la Grange ausgehend, schritt die 25. hessische Division zum Angriff auf den Höhenrücken nördlich des Waldes von de la Cusse. Während im Wäldchen Bois de la Cusse die 50. Infanteriebrigade unter Oberst von Lyncker eindrang, schritt die 49. Infanterie-Brigade unter Generalmajor von Wittich nördlich davon, zwischen Habonville und dem Wald nach Osten, auf die französischen Truppen zu. Zwischen 15 Uhr und 16 Uhr überschritt man nach hartem Kampf um den Pachthof von Champenoy und Chantrenne die Eisenbahnlinie nach Amanvillers. Zeitgleich mit den ersten Kanonenschüssen im Zentrum setzte südlicher stehend das VIII. Armee-Korps der deutschen 1. Armee nördlich der Chaussee Rezonville – Gravelotte nach Osten in Bewegung. Als das Gardekorps nach 18 Uhr auf Saint-Privat am nördlichen Flügel aufschloss, wurde nochmals vergeblich versucht dem französischen 4. Korps unter General Ladmirault den gut verschanzten Ort Amanvillers zu entreißen. Marschall Bazaine, der durch das Zurückweichen seiner rechten Flanke bei Gravelotte seine gesamte Stellung in Gefahr sehend, räumte das Schlachtfeld und ließ seine Armee auf Metz zurückgehen. Am 19. August lagerte die 2. Armee in den erreichten Stellungen: das IX. Korps besetzte die Pachthöfe Leipzig und La Folie, die nördlicher stehende preußische Garde lagerte jetzt in Amanvillers und Schloss Montigny. Sieben Korps und die 3. Reserve-Division (von Kummer) umschlossen jetzt die auf die Festung zurückgegangene Armee Bazaine, das IX. Korps wurde die Deckung des nordwestlichen Abschnittes bei Pierrevillers und Montois la Montagne zugewiesen, bis zur Mosel schloss daran das X. Armee-Korps an.
Am 28. Oktober wurde die 2. Armee nach der Kapitulation Bazaines frei und verlegte an die mittlere Loire um ein neu aufgestellte französische Armee bei Orleans entgegenzutreten. Am 10. November erreichte die Armee Friedrich Karls mit dem II., III., IX. und X. Korps die Linie von Troyes bis Chaumont. Am 14. November erreichte das IX. Korps mit der zugeteilten 1. Kavallerie-Division Fontainebleau und setzte den Marsch auf Angerville fort. Am 20. November erreichte die 2. Armee die Linie Pithiviers (III.), Montargis (X.), das IX. Korps stand bei Angerville. Der Prinz zog das III. und IX. Korps etwa in der Höhe von Toury zusammen und befahl der Abteilung des Großherzogs von Mecklenburg über Le Mans auf Tours vorzugehen um die rückwärtigen Verbindungen der französischen Loire-Armee zu unterbinden. Am Nachmittag des 3. Dezember konnte das IX. Korps während der Schlacht von Orleans nach einem längeren Artilleriegefecht Artenay besetzen. General von Manstein ging im Zentrum mit der 18. Division über Pambron auf Vilchat vor, während links das III. Korps unter General von Alvensleben zusammen mit der 6. Kavallerie-Division gegen das französische 18. Korps gegen den Wald von Orléans sicherten. General von Manstein erwartete bei Einbruch der Nacht nicht mehr, dass die Einnahme von Orléans an diesem Tag noch möglich sei. Erst am 4. Dezember brach er nach dem französischen Abzug durch die Befestigungen bei Gidy und Cercottes durch. Nach dem Einzug in Orléans nahm der Kommandierende General des Korps, General von Manstein, den Einmarsch der nach ihrer Anciennität geordneten Truppenteile ab. Dies geschah am symbolträchtigsten Ort der Stadt dem Platz Matroy unter der Reiterstatue der Jungfrau von Orléans. Am 10. Dezember stand die 25. Division des Korps zur Unterstützung des Großherzogs von Mecklenburg während der Schlacht bei Beaugency am linken Loire-Ufer und verfolgte bis südlich von Blois.
Ende Dezember 1870 versammelten sich bei Le Mans erneut 150.000 französische Soldaten. Bevor jedoch die Reorganisation abgeschlossen werden konnte, planten die Preußen ab dem 1. Januar 1871 ihren Vormarsch auf Le Mans, um auch die II. Loirearmee zu zerschlagen. Hierzu wurden bis zum 6. Januar das III., das IX., das X. und das XIII. Korps in und um Vendôme versammelt. Das IX. Korps ging von Orleans aus auf Moree vor. Das IX. Korps nahm zwischen dem 12. und 15. Januar 1871 an der abschließenden Schlacht bei Le Mans teil. Im Zentrum waren das III. und das IX. Korps, rechts das XIII. und links das X. Korps angesetzt. Manstein rang in der Schlacht um die Höhen von Auvours, General von Alvensleben bei Landiere und La Terte. Die Loirearmee unter General Chanzy wurde dabei vollständig geschlagen.

### Heeresvermehrung 1897
Da sich die 1893 errichteten IV. (Halb-)Bataillone der Infanterie-Regimenter nicht bewährt hatten, wurde im August 1896 ein seitens der Reichsregierung eingebrachter Antrag auf Änderung der Heeresstruktur angenommen:
In jedem Armee-Korps sollte am 1. April 1897 eine neue Infanterie-Brigade aufgestellt werden. Deren zwei Regimenter wurden aus den bisherigen Halb-Bataillonen gebildet. Im Bereich des IX. Armee-Korps entstand innerhalb der 17. Division die 81. Infanterie-Brigade in Lübeck, bestehend aus dem Infanterie-Regiment Nr. 162 in Lübeck und dem Infanterie-Regiment Nr. 163 in Neumünster.

### Erster Weltkrieg

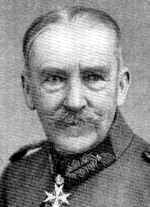
Ferdinand von Quast

Zu Beginn des Ersten Weltkrieges unterstand das IX. Armee-Korps dem Generalleutnant von Quast und war der 1. Armee an der Westfront unterstellt. Als Generalstabschef fungierte Oberstleutnant von Sydow, die 17. Division führte Generalleutnant von Bauer, die 18. Division befehligte Generalleutnant von Kluge. Nach dem Durchmarsch durch das neutrale Belgien traf die 1. Armee unter Generaloberst von Kluck am 23. August 1914 in der Schlacht bei Mons auf das British Expeditionary Force unter General French. General Quast beauftragte die 18. Division mit der Besetzung der Übergänge über den Canal du Centre bei Nimy und Obourg. An den Übergängen entwickelten sich heftige Kämpfe, die die Angreifer für sich entscheiden konnten. Nimy wurde gegen 16 Uhr gestürmt. Das südlich anschließende Mons konnte kurz darauf kampflos besetzt werden. Im Südosten und Osten der Stadt Widerstand leistende britische Truppen wurden gegen Abend im Verein mit der weiter östlich über den Kanal gegangenen 17. Division nach Südwesten zurückgeworfen.
Am 5. September hatte die 1. Armee bei der Verfolgung mit drei Korps die Marne überschritten. Am Abend hatte das IX. Korps die Linie Neuvy-Esternay erreicht. Gegenüber waren die britischen Kräfte bereits zum Grand Morin zurückgegangen. Am Vormittag des 6. September erhielt General Quast, dessen Korps jetzt den linken Flügel Klucks bildete, vom benachbarten VII. Armee-Korps, darüber Mitteilung, dass die ebenfalls angegriffene 2. Armee nicht über Montmirail weiter nach Süden vorgegangen sei und das X. Reserve-Korps bei Charleville stark von den Franzosen angegriffen wurde. Am Abend standen daher das III. und IX. Korps völlig vereinzelt und waren am Petit Morin am weitesten nach Süden vorgestoßen. Nördlich der Marne wurde das zur Sicherung der Flanke zurückgelassene IV. Reservekorps an diesem entscheidenden 6. September durch neue französische Kräfte bei Etrépilly heftig angegriffen. Der um die rechte Heeresflanke besorgte Generaloberst Kluck hatte an diesem Tag zusätzlich zu bereits abgegangenen Verstärkungen des Vortages, jetzt auch die Herauslösung des III. und IX. Armee-Korps am Petit Morin angeordnet und auch diese Verbände zum Ourcq abgesandt. Dadurch wurde die rechte Flanke aber fahrlässig entblößt und es entstand eine große Frontlücke zur anschließenden 2. Armee. Bis zum Abend des 8. September erreichte das Gros des IX. Armee-Korps nach längerem Anmarsch den rechten Flügel der 1. Armee an der Linie Mareuil–La Ferté-Milon. Das Korps stand am 9. morgens an der Linie Gondreville-Antilly bereit, den linken Flügel Maunourys zurückzuwerfen. Bis 9 Uhr vormittags war das Dorf Ormoy le Davien besetzt und der Angriff gegen Vargny eingeleitet. Durch das zusätzliche Eingreifen der vom Norden herankommenden 43. Reserve-Brigade unter Generalmajor Lepel war die geplante Umfassung der Franzosen über Nanteuil-le-Haudouin erfolgversprechend. Infolge des Eindringens der Entente-Truppen in der Lücke bei Château-Thierry und dem allgemeinen Rückzugsbefehl für die 1. Armee, musste auch das IX. Korps den Kampf abbrechen und den Rückzug über Villers-Cotterêts auf die Aisne anzutreten. Am 12. September 1914 bildete das IX. Korps den äußersten rechten Flügel der neuen Abwehrstellung der 1. Armee. Die 17. Division stand auf den Höhen von Attichy – Bitry, die 18. Division in der Gegend Autrêches und im Raum nördlich davon zur Abwehr bereit. Am 16. September begann das französische IV. Korps einen Angriff zwischen Ribecourt–Nampcel. Dabei wurde die Naht zwischen dem deutschen IX. Korps und dem IX. Reserve-Korps durchbrochen und ein Keil von 3 Kilometer Tiefe in die deutsche Front geschlagen. Das IX. Korps hielt danach eine etwas eingebuchtete Frontlinie nördlich des Waldes von Aigle, auf den Höhen von Torcy – Carlepont bis Nampcel.
Während der Schlacht an der Somme wurde ab 9. Juli 1916 die Gruppe „Quast“ (Generalkommando IX. Armee-Korps) zum Schutz der bedrohten Stadt Péronne am nördlichen Flügel des XVII. Armee-Korps an der bedrohten Linie Biaches-Barleux eingeschoben. Die von den Franzosen bedrängte Division Frentz wurde durch die 17. Division abgelöst. Südlich der Somme konnten die Franzosen im Ringen mit der Gruppe „Quast“ bis zum 19. Juli auf die Linie Clery–Biaches–Barleux erreichen und standen dicht vor Péronne. Ende Juli wurde hier neben der Gruppe Quast, zusätzlich auch die 16. Division die zusammengesetzte Division Liebert, die 1. Garde-Reserve-Division, die 4. Garde-Division sowie die 28. Division als Verstärkung zugeführt. Im September 1916 verlief die neue Verteidigungslinie der Gruppe „Quast“ und der Mitte September zugeführten Gruppe „Kathen“ von Barleux über Fresnes – östlich an Vermandovillers vorbei bis zum Westrand von Chaulnes.
Zwischen 12. April und 6. Oktober 1917 wurde das Korpskommando als Gruppe „Cambrai“ bezeichnet. Nach seiner Ablöse und Verlegung wurde das Generalkommando zwischen 10. Oktober 1917 und 5. April 1918 als Gruppe „Saint Quentin“ bezeichnet.
Beim Unternehmen Michael ab 21. März 1918 unterstand der Gruppe „Oettinger“ im Rahmen der 18. Armee die 50. und 231. Infanterie-Division sowie die 54. Reserve-Division. Links vom III. Armee-Korps rückte das IX. Armee-Korps beiderseits der Straße St. Quentin – Ham mit der 50. Infanterie-Division, der 45. Reserve-Division und der 5. Garde-Division vor. Das Korps führte Kämpfe beim Übergang über die Somme und den Crozat-Kanal zwischen St. Christ und Tergnier. Vom 25. bis 31. März drang das Korps über Noyon auf Montdidier vor. Am 9. Juni beteiligte sich das Korps im Rahmen des „Gneisenau-Angriffes“ an der Schlacht westlich von Noyon, die dabei links angesetzte 222. Infanterie-Division unterstützte dabei das östlicher gegen die Stellungen des französischen 35. Corps angreifende XVII. Armee-Korps. Nach zweimonatigen Stellungskrieg musste das Korps, dem zu dieser Zeit die 2. und 11. Infanterie-Division unterstellt war, wegen Angriffe der französischen 3. Armee (General Humbert) in Richtung auf Assainvillers und Orvillers (10. August) den westlichen Frontvorsprung bei Montdidier aufgeben und bis Ende August auf Roye zurückgehen.

## Gliederung
Dem Korps unterstanden 1914 mit letztem Friedensstand:
- 17. Division in Schwerin
- 18. Division in Flensburg
- Lauenburgisches Jäger-Bataillon Nr. 9 in Ratzeburg
- Lauenburgisches Fußartillerie-Regiment Nr. 20 in Altona (vorläufig in Itzehoe und Lockstedt)
- Schleswig-Holsteinisches Pionier-Bataillon Nr. 9 in Harburg
- Schleswig-Holsteinische Train-Abteilung Nr. 9 in Rendsburg

## Kommandierender General
Das Generalkommando als Kommandobehörde des Armee-Korps stand unter der Führung des Kommandierenden Generals.
| Dienstgrad                              | Name                          | Datum |
| --------------------------------------- | ----------------------------- | --- |
| General der Kavallerie                  | Edwin von Manteuffel          | 30. Oktober 1866 bis 25. Januar 1867                                                                         |
| General der Infanterie                  | Gustav von Manstein           | 26. Januar 1867 bis 23. September 1873                                                                       |
| General der Infanterie                  | Hermann von Tresckow          | 23. September 1873 bis 1. August 1888                                                                        |
| General der Infanterie                  | Paul von Leszczynski          | 02. August 1888 bis 1. Februar 1891                                                                          |
| General der Kavallerie                  | Alfred von Waldersee          | 02. Februar 1891 bis 4. April 1898                                                                           |
| General der Kavallerie                  | Robert von Massow             | 05. April 1898 bis 28. Oktober 1903                                                                          |
| Generalleutnant/ General der Infanterie | Friedrich von Bock und Polach | 29. Oktober 1903 bis 20. Mai 1907                                                                            |
| General der Kavallerie                  | Hermann von Vietinghoff       | 21. Mai 1907 bis 11. April 1910                                                                              |
| General der Infanterie                  | Karl von Plettenberg          | 12. April 1910 bis 28. Februar 1913                                                                          |
| Generalleutnant                         | Ferdinand von Quast           | 01. bis 21. März 1913 (mit der Führung beauftragt)                                                           |
| Generalleutnant/ General der Infanterie | Ferdinand von Quast           | 22. März 1913 bis 23. Januar 1917                                                                            |
| Generalleutnant                         | Horst von Oetinger            | 24. Januar 1917 bis 24. November 1918 (mit der Führung beauftragt)                                           |
| Generalleutnant                         | Horst von Oetinger            | 25. November 1918 bis 2. Februar 1919 (kommandiert zur Übernahme der Geschäfte des Kommandierenden Generals) |

## Stellvertretendes Generalkommando
| Dienstgrad                             | Name                 | Datum                               |
| -------------------------------------- | -------------------- | ----------------------------------- |
| Generalleutnant/General der Infanterie | August von Etzel     | 18. Juli 1870 bis 19. Mai 1871      |
| General der Artillerie                 | Maximilian von Roehl | 02. August 1914 bis 1. Juni 1916    |
| General der Infanterie                 | Adalbert von Falk    | 02. Juni 1916 bis 24. November 1918 |

Um dem Kieler Matrosenaufstand Herr zu werden, wandte sich der Chef der Marinestation der Ostsee und des Gouvernements Kiel, Admiral Souchon, am 3. November 1918 nicht an den Obermilitärbefehlshaber im Heimatgebiet, sondern unmittelbar an das Stellvertretende Generalkommando des angrenzenden Korpsbereichs in Altona. Deren Kommandierender General beauftragte daraufhin den Truppenführer des dem Kieler Festungsbereichs nächstgelegenen stellvertretenden Brigadekommandos, Generalleutnant Wright, alle verfügbaren Infanteriekräfte aus den ihm unterstellten Ersatzbataillonen unter einheitlichen Befehl zu sammeln und noch in der gleichen Nacht nach Kiel zu befördern und ließ in Lübeck und Neumünster für deren Transporte Züge bereitstellen. Wright alarmierte die Ersatzbataillone der 162er und des hier stationierten Schleswiger Reserve-Regimentes der 84er in Lübeck, sowie der 163er in Neumünster. Da es jedoch in der Nacht hieß, dass die Unruhen in Kiel unterdrückt worden seien, wurden die eingeleiteten Maßnahmen bereits vor Mitternacht rückgängig gemacht.
Doch bereits am nächsten Morgen lebten die dortigen Unruhen wieder auf und um 10 Uhr ersuchte Souchon den Chef des stellvertretenden Generalstabs des Korps um Truppenhilfe aus Rendsburg (Infanterie-Regiment „Herzog von Holstein“ (Holsteinisches) Nr. 85) und Lübeck. Jener ernannte Wright um 11 Uhr telefonisch zum Befehlshaber sämtlicher gegen Kiel in Marsch zu setzenden Ersatzbataillone.
Wrights Plan war, alle aus dem Korpsbereich anrollenden Eingreiftruppen südlich von Kiel zu sammeln und mit vereinter Macht in Kiel einzumarschieren. Sein Plan fußte nicht nur auf seinen Erfahrungen der Kriegsgeschichte, sondern auch auf der bis zu den Brigadestäben verteilten Generalstabsstudie aus dem Jahr 1908 über den Kampf in insurgierten Städten.
Souchon lehnte jedoch den Plan und infolgedessen den Befehlshaber ab. Es wäre ausgeschlossen, dass ein Truppenbefehlshaber des Landheeres auf dem Gebiet des Marinekriegshafens Kiel den Befehl führe. Er setzte sich mit dem Militärbefehlshaber in Altona in Verbindung und es gelang ihm sich, unter der weitgehenden Behauptung seiner persönlichen Reputation und Immediatstellung, mit diesem zu verständigen. Noch am Mittag wurde Wright durch einen Anruf aus dem Generalkommando von seinem Kommando entbunden und die Eingreiftruppen dem direkten Befehl Souchons unterstellt. Dessen taktisches Konzept bestand darin, mit Hilfe der letzten ihm noch ergebenen Formationen und der ihnen zugeführten Heerestruppen innerhalb des Festungsbereichs Remedur zu schaffen.
Seine Taktik sollte sich jedoch schon im Ansatz als unbrauchbar erweisen. Entgegen den eindringlichen Gegenvorstellungen des von ihm abgelehnten Heeresführers ließ das Stationskommando alle mit Eingreiftruppen besetzten Sonderzüge in den Hauptbahnhof der von Aufrührern beherrschten Stadt einfahren. Die revolutionär gestimmte Menge überrumpelte die einfahrenden Transporte.